# Jarak
Jarak (cyr. Јарак) – wieś w Serbii, w Wojwodinie, w okręgu sremskim, w mieście Sremska Mitrovica. W 2011 roku liczyła 2039 mieszkańców.